# Tapogliano
Tapogliano foi uma comuna italiana da região do Friuli-Venezia Giulia, província de Udine, com cerca de 448 habitantes. Ocupava uma área de 5 km², tendo uma densidade populacional de 90 hab/km². Fazia fronteira com Campolongo al Torre, Romans d'Isonzo (GO), San Vito al Torre, Villesse (GO).
O conselho regional aprovou o pedido de referendo para a constituição, após a fusão das duas entidades, do município de Campolongo Tapogliano.
Em 25 de novembro de 2007, os cidadãos de Campolongo al Torre e Tapogliano manifestaram-se a favor com 85,47% dos votos.

## Demografia
| Variação demográfica do município entre 1861 e 2001                               |
|                                                                                   |
| Fonte: Istituto Nazionale di Statistica (ISTAT) - Elaboração gráfica da Wikipedia |